# Хасан Рагхаб
Хасан Рагхаб (1904—1973) био је египатски фудбалски везиста који је играо за Египат на Светском првенству у фудбалу 1934.